# Sizerenstvo
Sizerenstvo (od fr.: suzerain) je naziv za odnos u kojem neki vladar ili država imaju pravo od drugog vladara, narodâ ili državâ tražiti danak, odnosno u većoj ili manjoj mjeri upravljati njihovim vanjskim poslovima. Entiteti koji imaju obavezu prema svom sizerenu jesu vazali ili tributarne države.
Iako je takva situacija postojala u brojnim carstvima, smatra se da ju je teško pomiriti s konceptima međunarodnog prava 20. ili 21. stoljeća, u kojima suverenitet ili postoji ili ga nema. Iako se suverena država ugovorom može dogovoriti kako bi postala protektorat jače sile, moderno međunarodno pravo ne priznaje bilo kakav način da tu vezu učini obaveznom za slabiju silu. Sizerenstvo je praktična (de facto) situacija, a ne pravna (de jure).